# Karino (film)
Karino – polski film familijny z 1976 roku. Jest to kinowa wersja serialu telewizyjnego o tym samym tytule z 1974 roku.
Film kręcono w Iwnie i Warszawie (Tor wyścigów konnych Służewiec).

## Obsada
- Claudia Rieschel – Grażyna Barska
- Janina Borońska – Grażyna Barska (głos)
- Tadeusz Schmidt – dyrektor stadniny Klimczak
- Karol Strasburger – trener Andrzej Stolarek
- Zdzisław Maklakiewicz – masztalerz Małecki
- Stefan Czyżewski – doktor Frankowski
- Janusz Gajos – Janczar
- Andrzej Łągwa – Janczar (głos)
- Władysław Hańcza – prezes klubu jeździeckiego
- Leon Niemczyk – Jabłecki, trener na Służewcu
- Stanisław Niwiński – Rusin
- Zygmunt Kęstowicz – Malinowski, dyrektor Służewca
- Zdzisław Kuźniar – koniuszy
- Kazimierz Wichniarz – dyrektor departamentu hodowli
- Jerzy Moes – gracz

i inni